# Ruhstein

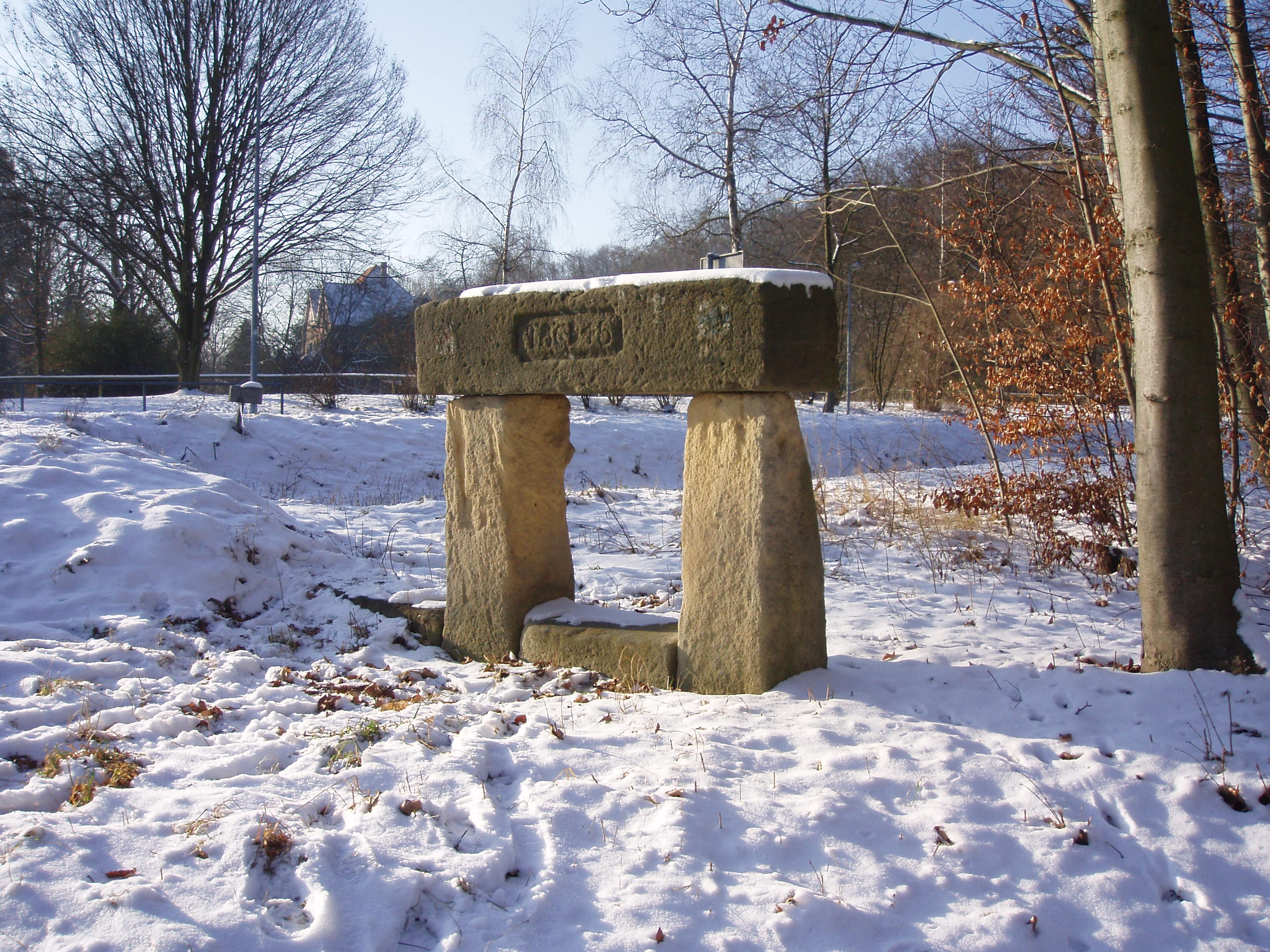
Eine 1846 errichtete Ruhbank in Liebersbronn bei Esslingen am Neckar am Rande des Schurwalds

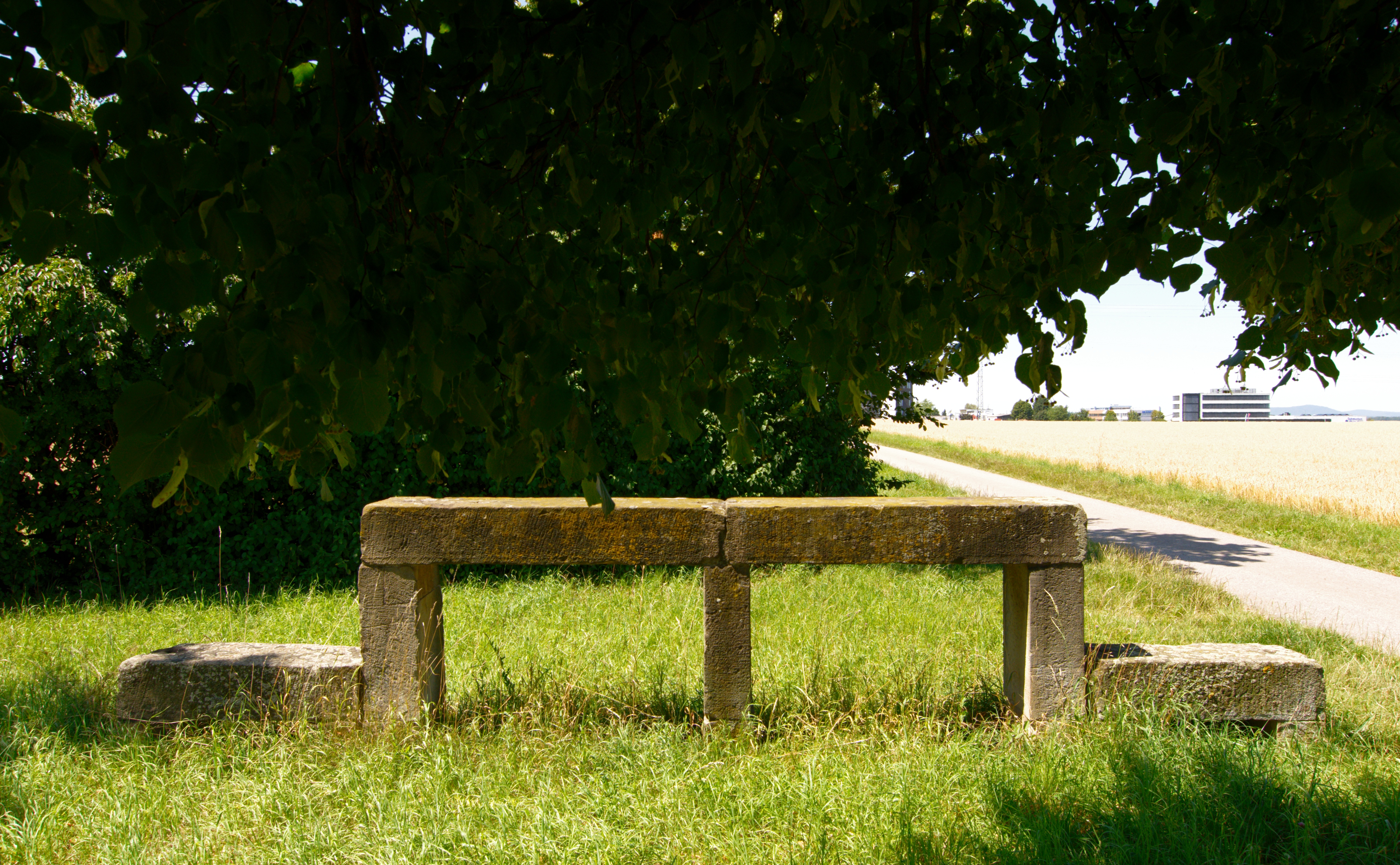
Eine vermutlich 1808 aufgestellte, viergliedrige Gruhe bei Freiberg am Neckar

Ein Ruhstein, auch Ruhestein, Ruhbank, Grubstock, Gruhe, Gruhbank, Krugstatt oder Gruegstatt sowie Raststein genannt, ist eine ein- oder mehrgliedrige Bank, die in früheren Zeiten der Rast von Lastenträgern diente. Während es ursprünglich auch vergleichbare Vorrichtungen aus Holz gegeben hat, sind die bis heute erhaltenen Ruhbänke aus Stein gefertigt. Als Zeugen früherer Transportformen und alter Verkehrswege zählen viele Ruhbänke inzwischen zu den Klein- oder Flurdenkmälern.
Ruhsteine sind nicht mit Rug- oder Gerichtssteinen zu verwechseln, deren Errichtungsgrund ein gänzlich anderer ist. Durch sprachliche Verwischung sowie Fehlinterpretationen umgangssprachlicher und regionaler Benennungen ist im Laufe der Jahre teilweise eine Gleichstellung der beiden Denkmalgruppen entstanden, die sich in einigen Fällen nur durch Forschung am jeweiligen Denkmal differenzieren lässt.

## Verwendung und Formen

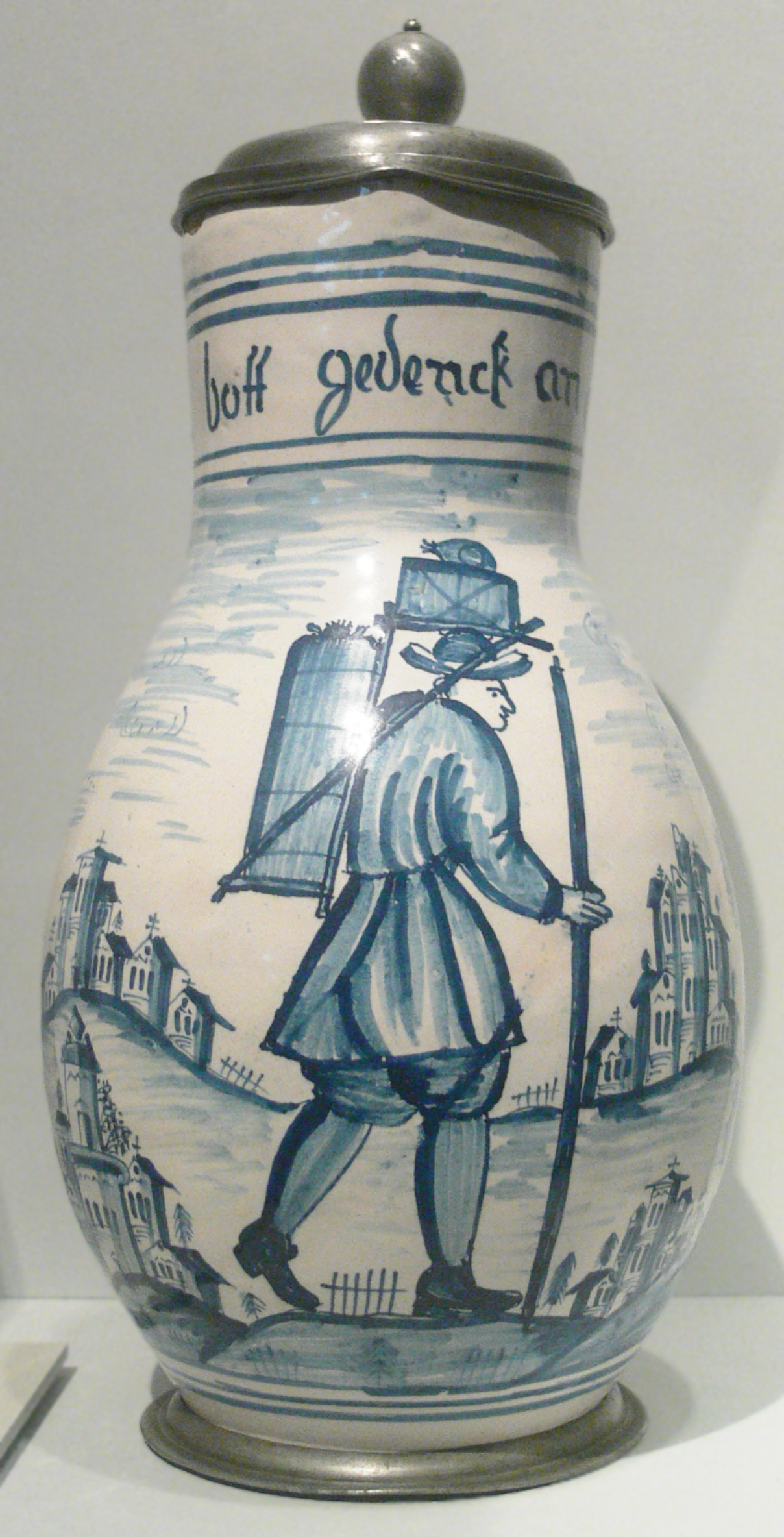
Kanne mit dem Bild eines Hausierers oder Boten mit Rückentrage, um 1747

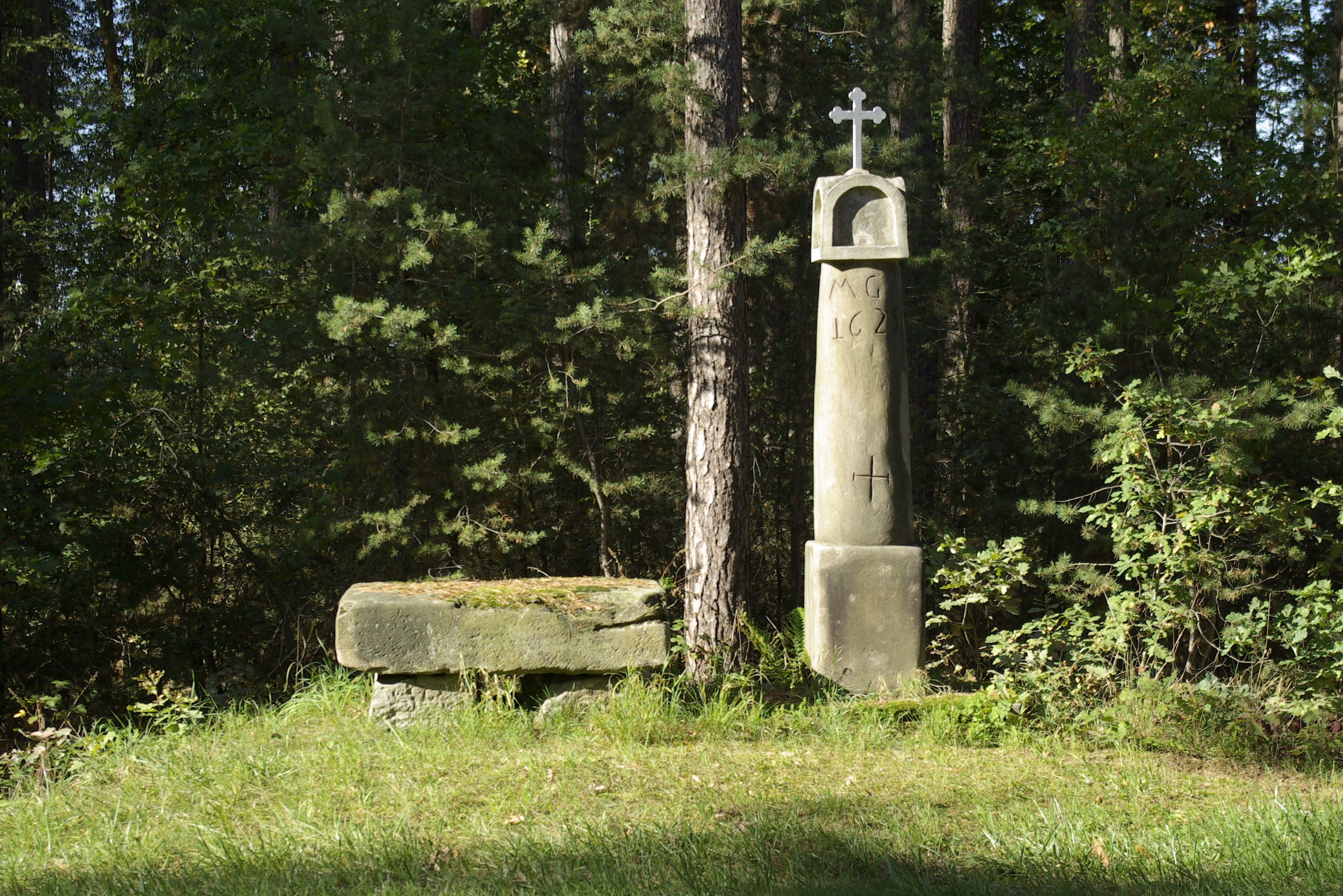
Ruhstein neben einer 1625 errichteten Marter zwischen Langensendelbach und Bräuningshof am Rande der Fränkischen Schweiz

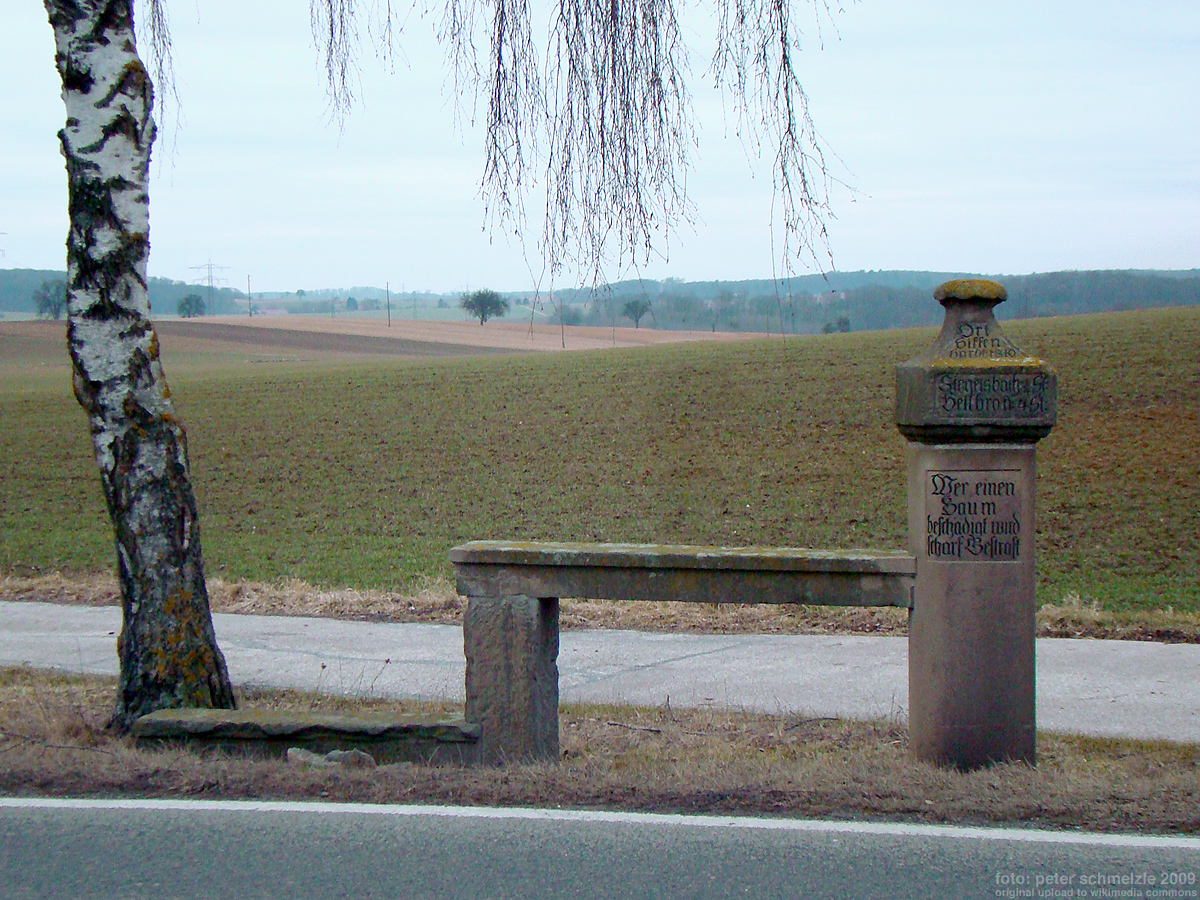
Die besonders kunstvoll gestaltete Ruhbank bei Hüffenhardt aus dem Jahr 1819

Die erhaltenen Ruhsteine stammen überwiegend aus der Zeit zwischen dem 16. und dem 19. Jahrhundert, als Bauern, Knechte, Mägde, Boten, Hausierer oder Händler schwere Lasten noch mit Rückentragen oder auf dem Kopf beförderten. Damit die Benutzer das Transportgut nach der Rast selbstständig wieder aufnehmen konnten, sind die meisten Ruhsteine deutlich höher als gewöhnliche Sitzbänke. Die jeweiligen Formen reichen von einfachen, grob behauenen Steinen bis hin zu mehrgliedrigen, kunstvoll gestalteten Bänken. Aufwändigere und neuere Exemplare verfügen über einen niedrigen Teil zum Sitzen und einen hohen Teil für das Abstellen der Traglasten. Oftmals war nur die Abstellmöglichkeit aus Stein ausgeführt, so dass die dazugehörige Sitzbank aus Holz nicht mehr erhalten ist. Vergleichbare Vorrichtungen, die komplett aus Holz gefertigt waren, sind inzwischen gänzlich verschwunden. Bei Ober-Hilbersheim in Rheinhessen soll noch 1925 eine hölzerne Ruhebank gestanden haben.
Ruhbänke wurden meist an Stellen errichtet, die sich zur Rast anboten, zum Beispiel vor, während oder nach einem Auf- oder Abstieg, auf halber Strecke von Verbindungsstraßen, an Wegkreuzungen oder an exponierten Stellen, die einen Ausblick über die weitere Wegstrecke ermöglichten. Die Standorte waren häufig bei schattenspendenden Baumgruppen gewählt. Auf älteren Landkarten sind solche Bänke gelegentlich mit dem Kürzel Rhb. eingezeichnet. An mehreren Orten in Süddeutschland und Kärnten fanden Ruhsteine Verwendung als sogenannte Totenrast. Da in vielen Gegenden ein längerer Weg zum nächsten Kirchhof zurückgelegt werden musste, dienten diese dann zum Abstellen von Särgen.
Während sich bei vielen Ruhsteinen aus dem 19. Jahrhundert die Errichtung durch Verordnungen und Befehle der Obrigkeit noch nachvollziehen lässt, ist dies bei älteren Bänken nicht mehr möglich. In der Eifel ist mündlich überliefert, dass bußfertige Menschen ein Gelübde ablegen konnten, solch eine Bank zu errichten. Vergleichbar mit dem Aufstellen eines Sühnekreuzes konnten sie dann eine Art Ablass erwarten. Aufgrund fehlender Schriften kann über solche Erzählungen allerdings nur spekuliert werden. Wie andere Flurdenkmäler beflügeln Ruhsteine bis heute die Fantasie der Menschen. So ranken sich um einige dieser Bänke mehr oder weniger unheimliche Geschichten oder Sagen. Nicht selten befinden sich in unmittelbarer Nähe der alten Raststellen Kreuzsteine oder Bildstöcke, die den Eindruck des Geheimnisvollen und Rätselhaften noch verstärken.
Durch die Nutzung von Fahrzeugen haben Ruhbänke ihren praktischen Zweck im Laufe des 20. Jahrhunderts weitgehend verloren. Da man sie mitunter noch bis in die 1970er Jahre als Hindernis beim Straßenbau oder bei der Flurbereinigung wahrgenommen hat, entfernte oder zerstörte man einen großen Teil von ihnen. Starke Verwitterung, nicht zuletzt durch den Gebrauch von Streusalz, trug ebenfalls zum Schwund bei. Einige Ruhsteine sanken in den Boden ein, so dass sie nicht mehr als solche erkennbar waren oder sind. Inzwischen stehen zahlreiche erhaltene Ruhbänke unter Denkmalschutz. Vielerorts wurden sie restauriert, mit Informationstafeln versehen oder sogar neu errichtet.

## Verbreitung und Bezeichnungen

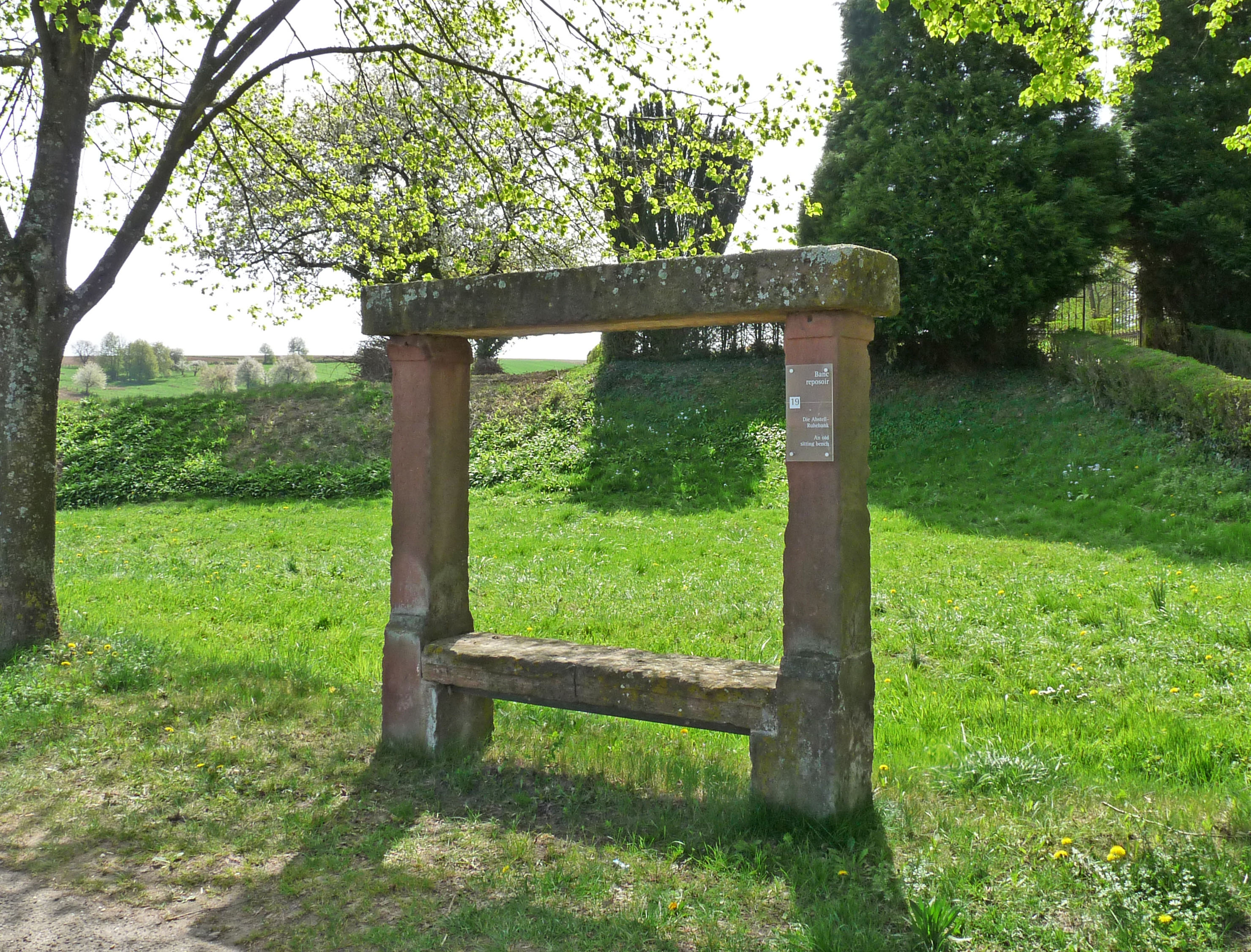
Eine typische Napoleonsbank aus dem 19. Jahrhundert in Merkwiller-Pechelbronn

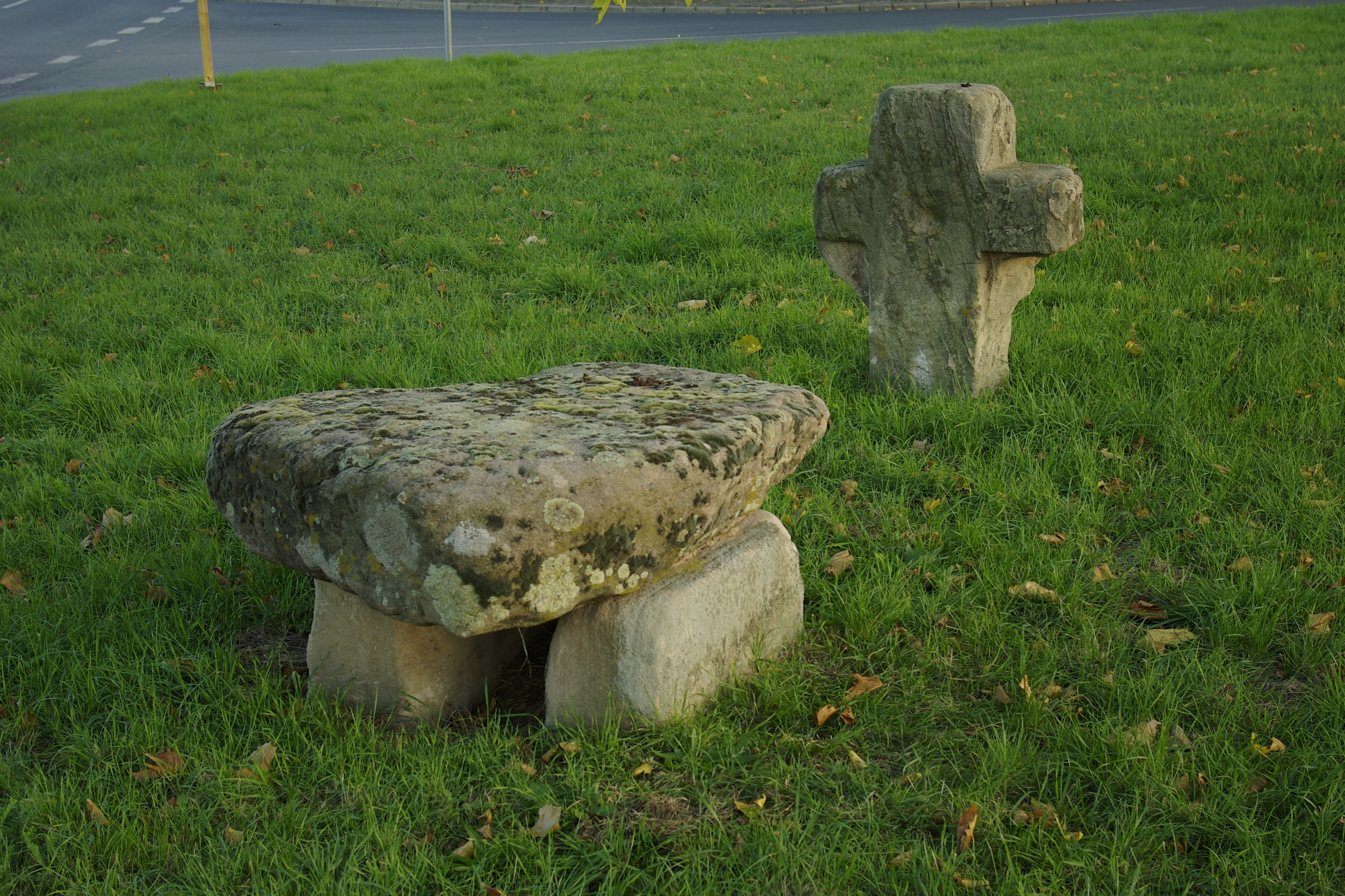
Vermutlich im 16. Jahrhundert errichteter Ruhstein mit Steinkreuz im Fürther Stadtteil Poppenreuth im Knoblauchsland

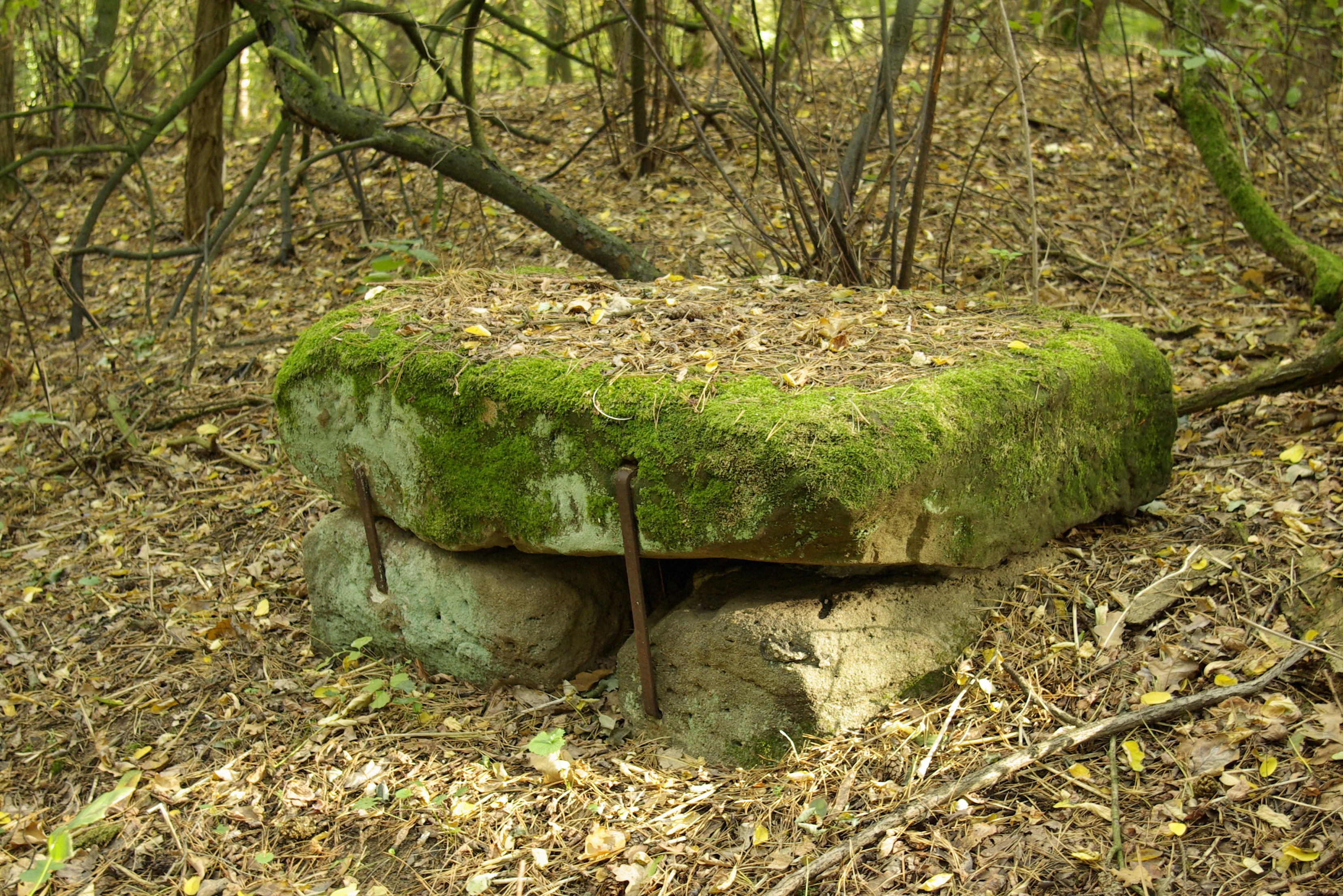
Der Ruhstein bei Hüttendorf, einem Stadtteil von Erlangen

Das Verbreitungsgebiet von Ruhsteinen steht in deutlichem Zusammenhang mit dem Vorkommen von Sandstein und Basalt, die sich für deren Anfertigung eigneten.
Im deutschsprachigen Raum finden sich die meisten Ruhebänke im Kraichgau sowie im Neckarland in Baden-Württemberg, wo insgesamt etwa 140 solcher Objekte dokumentiert sind. Es gibt allein mehr als 50 sogenannte Gruhen im Landkreis Ludwigsburg. In Stuttgart erinnert darüber hinaus der Name der Stadtbahn-Haltestelle Ruhbank (Fernsehturm) an eine solche Einrichtung. Sie liegt an exponierter Stelle auf dem Berg Bopser. An der Haltestelle befindet sich eine moderne Nachbildung einer alten Gruhe. Schwäbische Begriffe wie Gruobbank, Grubbank, Gruabets, Gruhe, Grue, Gruobe, Gruge, Krugbank oder Krugstatt leiten sich wahrscheinlich von Geruhbank ab.
Im nördlichen Elsass haben sich mehrere Dutzend sogenannte Napoleonsbänke erhalten. Etwa 20 dieser Bänke wurden 1811/12 anlässlich der Geburt von Napoléon-François-Joseph-Charles Bonaparte errichtet, zum Beispiel zwischen Wissembourg und Lembach, westlich von Surbourg, bei Frœschwiller und bei Rœschwoog. Zahlreiche weitere Exemplare wurden 1854 zum Gedenken an die Hochzeit von Kaiserin Eugénie und Napoleon III. aufgestellt. Die Elsässer nannten sie Nabele Bänk (abgeleitet von Napoleonsbank). Diese Bezeichnung ist ebenso in der benachbarten Pfalz verbreitet. In Pirmasens hat der Stadtteil Ruhbank seinen Namen von einer Bank in der alten Ortsmitte. 1948 errichtete man dort wieder eine neue Ruhbank. In Rheinhessen ist auch der Name Brückenbank überliefert.
In der Eifel und im Neuwieder Becken werden Ruhsteine Räst, Rast oder Sitz genannt. Die dort verwendete Basaltlava, die als äußerst witterungsbeständig gilt, lässt vermuten, dass sich hier die ältesten Ruhebänke erhalten haben. Aufgrund der fehlenden Dokumentation lässt sich dies jedoch nicht nachweisen.
In Hessen ist die Bezeichnung Ruh üblich, woran noch Flurnamen wie An der Ruh, Bei der Ruh oder Ruhacker erinnern. Der in der Hanauer und Frankfurter Gegend bis in den Rheingau verwendete Ausdruck Mahnstein erinnert an sogenannte Mahne oder Manne, regionale Wörter für Rückentragen.
Viele Exemplare beziehungsweise entsprechende Flur- oder Straßennamen wie Am Ruhstein oder Ruhsteinweg findet man auch in Ober- und Mittelfranken. Noch bestehende Objekte, zum Teil aus dem 16. und 17. Jahrhundert, findet man unter anderem in den oberfränkischen Gemeinden Effeltrich, Hetzles, Langensendelbach, Mitwitz, Schneckenlohe, in den mittelfränkischen Städten Nürnberg, Fürth, Erlangen, Höchstadt an der Aisch oder in den Gemeinden Veitsbronn und Schwanstetten.
Im übrigen Bayern, in Österreich und Schlesien müssen Ruhesteine ebenfalls verbreitet gewesen sein. Für diese und zahlreiche andere Regionen liegen allerdings keine umfassenden Dokumentationen vor.